# 平春香
平 春香（たいら の はるか、生没年不詳）は、平安時代初期から前期にかけての貴族。桓武平氏、系譜は不詳だが、桓武天皇の曾孫か。官位は従五位上・武蔵権守。

## 経歴
承和7年（840年）正六位上から従五位下に叙爵する。五位への蔭位を受けていないことから、少なくとも三世王以下の皇親とみられ、年代的には桓武天皇の曾孫と想定される。
仁明朝末の承和15年（848年）従五位上に昇叙され、文徳朝初頭の仁寿元年（851年）次侍従に任ぜられる。
清和朝に入ると、貞観2年（860年）武蔵介として地方官に任ぜられ、貞観3年（861年）武蔵権守に昇任されている。貞観5年（863年）次侍従に再任された。

## 官歴
『六国史』による。
- 時期不詳：正六位上
- 承和7年（840年） 正月7日：従五位下
- 承和15年（848年） 正月7日：従五位上
- 仁寿元年（851年） 4月1日：次侍従
- 貞観2年（860年） 正月16日：武蔵介
- 貞観3年（861年） 2月16日：武蔵権守
- 貞観5年（863年） 4月7日：次侍従